# Breitenbruch (Arnsberg)
Breitenbruch is een plaats in de Duitse gemeente Arnsberg, deelstaat Noordrijn-Westfalen, en telt 209 inwoners (2007).